# Андрушкив, Ярослав Михайлович
Яросла́в Миха́йлович Андру́шкив (укр. Ярослав Михайлович Андрушків; род. 14 марта 1953, Львов) — украинский политический деятель националистического движения, первый председатель Социал-национальной партии Украины (ВО «Свобода»).

## Образование
В 1977 году окончил Львовский государственный медицинский институт по специальности врач-психиатр, а в 1982 году — его ординатуру. Кандидат медицинских наук.

## Трудовая и политическая деятельность
Работал участковым врачом в Львовском психоневрологическом диспансере.
С 1988 года — член Народного руха. С 1991 года по 2004 год — лидер Социал-национальной партии.
В 2004 году оставляет политику, начинает заниматься бизнесом.
Был одним из первых тренеров карате во Львове.

## Семья
Женат, имеет дочь.